# Bethany (Indiana)
Bethany é uma cidade  localizada no estado americano de Indiana, no Condado de Morgan.

## Demografia
Segundo o censo americano de 2000, a sua população era de 94 habitantes. 
Em 2006, foi estimada uma população de 93, um decréscimo de 1 (-1.1%).

## Geografia
De acordo com o United States Census Bureau tem uma área de 
0,2 km², dos quais 0,2 km² cobertos por terra e 0,0 km² cobertos por água.

## Localidades na vizinhança
O diagrama seguinte representa as localidades num raio de 20 km ao redor de Bethany. 